# 19e étape du Tour d'Italie 1999
Pour un article plus général, voir Tour d'Italie 1999.
La 19e étape du Tour d'Italie 1999 s'est déroulée le 3 juin dans les régions de la Vénétie et du Trentin-Haut-Adige. Le parcours de 164 kilomètres était disputé entre Castelfranco Veneto, dans la province de Trévise et Alpe di Pampeago, dans celle de Trente. Elle a été remportée par l'Italien Marco Pantani de la formation italienne Mercatone Uno.

## Récit
Marco Pantani, vêtu du maillot rose, part seul à 5 km de l'arrivée, relègue tous ses rivaux à plus d'une minute et assomme la course dans cette étape de montagne. Laurent Jalabert, défaillant, perd plus de 4 minutes et rétrograde à la 5e place du classement général. Avec une avance de 3 min 42 s sur son dauphin, plus rien ne semble pouvoir priver Marco Pantani de la victoire.

## Classement de l'étape
| \| 1. \| Marco Pantani \| \| Mercatone Uno \| en \| \| \| 2. \| Gilberto Simoni \| \| Ballan \| + \| 1 min 07 s \| \| 3. \| Roberto Heras \| \| Kelme \| \| 1 min 27 s \| |                 |  |               |    |            |
| 1. | Marco Pantani   |  | Mercatone Uno | en |            |
| 2. | Gilberto Simoni |  | Ballan        | +  | 1 min 07 s |
| 3. | Roberto Heras   |  | Kelme         |    | 1 min 27 s |

## Classement général
| \| 1. \| Marco Pantani \| \| Mercatone Uno \| en \| \| \| 2. \| Paolo Savoldelli \| \| Saeco \| + \| 3 min 42 s \| \| 3. \| Ivan Gotti \| \| Polti \| \| 4 min 53 s \| |                  |  |               |    |            |
| 1. | Marco Pantani    |  | Mercatone Uno | en |            |
| 2. | Paolo Savoldelli |  | Saeco         | +  | 3 min 42 s |
| 3. | Ivan Gotti       |  | Polti         |    | 4 min 53 s |